# Кричун Микола Пилипович
Мико́ла Пили́пович Кричу́н (Псевдо: «Олексій», «Остап», «Старий», «Черемшина», «Юра», «16»; нар. 1912, с. Дихтинець, Путильський район, Чернівецька область — пом. 8 квітня 1953, м. Київ) — лицар Бронзового хреста заслуги УПА.

## Життєпис

Микола Кричун в юнацькі роки

Освіта – 7 класів: закінчив семирічну школу. 
Пройшов строкову військову службу в румунській армії (04.1934 — 04.1936). 
Член ОУН із  серпня 1942 р. Станичний провідник ОУН с. Дихтинець. В’язень румунських тюрем (1942). Зв’язковий керівника Путильського районного проводу ОУН Степана Торака – «Тополі» (1943), керівник Путильського районного (04.-08.1944), Вижницького («Гірського») повітового/надрайонного (09.1944-05.1952) проводів ОУН. 
27 травня 1952 року у лісі біля с. Люча Косівського району Івано-Франківської області захоплений у полон оперативниками УМДБ Станіславської області за допомогою агента Романа Тучака – «Кірова». 
20 січня 1953 року військовою колегією Верховного суду СРСР засуджений до ВМП – розстрілу. Страчений у Лук’янівській в’язниці.

## Нагороди
Згідно з Наказом Головного військового штабу УПА ч. 1/48 від 12.06.1948 р. керівник Вижницького («Гірського») надрайонного проводу ОУН Микола Кричун – «Черемшина» нагороджений Бронзовим хрестом заслуги УПА. 

## Вшанування пам'яті
14.12.2017 р. від імені Координаційної ради з вшанування пам’яті нагороджених Лицарів ОУН і УПА у м. Чернівці Бронзовий хрест заслуги УПА (№ 046) переданий Антону Фокшеку, племіннику Миколи Кричуна – «Черемшини».